# 83-й меридіан західної довготи
83-й меридіан західної довготи — лінія довготи, що лежить на 83 градуси західніше Гринвіцького меридіана. Вона проходить від Північного полюса через Північний Льодовитий океан, Північну Америку, Атлантичний океан, Центральну Америку, Тихий океан, Південний океан та Антарктиду до Південного полюса.
83-й меридіан західної довготи формує велике коло разом із 97-мим меридіаном східної довготи.

## Список географічних об'єктів, що перетинає 83° зх. д.
Починаючи на Північному полюсі та рухаючись до Південного полюса, 83-й меридіан західної довготи проходить через:
| Координати                                                 | Країна, територія або море | Примітки |
| ---------------------------------------------------------- | -------------------------- | --- |
| 90°0′ пн. ш. 83°0′ зх. д. / 90.000° пн. ш. 83.000° зх. д.  | Північний Льодовитий океан | |
| 82°17′ пн. ш. 83°0′ зх. д. / 82.283° пн. ш. 83.000° зх. д. | Канада                     | Нунавут — проходить через острів Елсмір                                                                                             |
| 76°25′ пн. ш. 83°0′ зх. д. / 76.417° пн. ш. 83.000° зх. д. | Протока Джонс[en]          | |
| 75°45′ пн. ш. 83°0′ зх. д. / 75.750° пн. ш. 83.000° зх. д. | Канада                     | Нунавут — проходить через острів Девон                                                                                              |
| 74°35′ пн. ш. 83°0′ зх. д. / 74.583° пн. ш. 83.000° зх. д. | Протока Ланкастер          | |
| 73°40′ пн. ш. 83°0′ зх. д. / 73.667° пн. ш. 83.000° зх. д. | Канада                     | Нунавут — проходить через Баффінову Землю                                                                                           |
| 69°58′ пн. ш. 83°0′ зх. д. / 69.967° пн. ш. 83.000° зх. д. | Протока Ф'юрі-енд-Хекла    | |
| 69°46′ пн. ш. 83°0′ зх. д. / 69.767° пн. ш. 83.000° зх. д. | Канада                     | Нунавут — проходить через острів Саглірюак[en], півострів Мелвілл та острів Вінтер[en]                                              |
| 66°12′ пн. ш. 83°0′ зх. д. / 66.200° пн. ш. 83.000° зх. д. | Затока Фокс                | |
| 64°54′ пн. ш. 83°0′ зх. д. / 64.900° пн. ш. 83.000° зх. д. | Канада                     | Нунавут — проходить через острів Саутгемптон                                                                                        |
| 63°57′ пн. ш. 83°0′ зх. д. / 63.950° пн. ш. 83.000° зх. д. | Протока Еванс              | |
| 62°52′ пн. ш. 83°0′ зх. д. / 62.867° пн. ш. 83.000° зх. д. | Канада                     | Нунавут — проходить через острів Котс                                                                                               |
| 62°13′ пн. ш. 83°0′ зх. д. / 62.217° пн. ш. 83.000° зх. д. | Гудзонова затока           | |
| 55°16′ пн. ш. 83°0′ зх. д. / 55.267° пн. ш. 83.000° зх. д. | Канада                     | Нунавут — проходить через невеликий безіменний острів Онтаріо — проходить через материк та острів Манітулін                         |
| 45°49′ пн. ш. 83°0′ зх. д. / 45.817° пн. ш. 83.000° зх. д. | Озеро Гурон                | |
| 44°3′ пн. ш. 83°0′ зх. д. / 44.050° пн. ш. 83.000° зх. д.  | США                        | Мічиган — проходить через Детройт                                                                                                   |
| 42°19′ пн. ш. 83°0′ зх. д. / 42.317° пн. ш. 83.000° зх. д. | Канада                     | Онтаріо — проходить через Віндзор                                                                                                   |
| 42°1′ пн. ш. 83°0′ зх. д. / 42.017° пн. ш. 83.000° зх. д.  | Озеро Ері                  | |
| 41°32′ пн. ш. 83°0′ зх. д. / 41.533° пн. ш. 83.000° зх. д. | США                        | Огайо — проходить через Колумбус Західна Вірджинія Кентуккі Вірджинія Теннессі Північна Кароліна Південна Кароліна Джорджія Флорида |
| 29°10′ пн. ш. 83°0′ зх. д. / 29.167° пн. ш. 83.000° зх. д. | Мексиканська затока        | Проходить західніше островів Драй-Тортугас[de], Флорида, США                                                                        |
| 23°1′ пн. ш. 83°0′ зх. д. / 23.017° пн. ш. 83.000° зх. д.  | Куба                       | Проходить через острів Куба |
| 22°31′ пн. ш. 83°0′ зх. д. / 22.517° пн. ш. 83.000° зх. д. | Карибське море             | Затока Батабано[en] |
| 21°56′ пн. ш. 83°0′ зх. д. / 21.933° пн. ш. 83.000° зх. д. | Куба                       | Проходить через острів Ісла-де-ла-Хувентуд                                                                                          |
| 21°28′ пн. ш. 83°0′ зх. д. / 21.467° пн. ш. 83.000° зх. д. | Карибське море             | Проходить через острови Міскіто-Кейс[en], Нікарагуа Проходить між Кукурудзяними островами, Нікарагуа                                |
| 9°55′ пн. ш. 83°0′ зх. д. / 9.917° пн. ш. 83.000° зх. д.   | Коста-Рика                 | |
| 8°22′ пн. ш. 83°0′ зх. д. / 8.367° пн. ш. 83.000° зх. д.   | Панама                     | Приблизно на 8 км |
| 8°17′ пн. ш. 83°0′ зх. д. / 8.283° пн. ш. 83.000° зх. д.   | Коста-Рика                 | Приблизно на 4 км |
| 8°15′ пн. ш. 83°0′ зх. д. / 8.250° пн. ш. 83.000° зх. д.   | Тихий океан                | |
| 60°0′ пд. ш. 83°0′ зх. д. / 60.000° пд. ш. 83.000° зх. д.  | Південний океан            | |
| 73°33′ пд. ш. 83°0′ зх. д. / 73.550° пд. ш. 83.000° зх. д. | Антарктида                 | Проходить через Чилійську Антарктику (претендує Чилі)                                                                               |